# Microcreagris californica
Microcreagris californica är en spindeldjursart som först beskrevs av Banks 1891.  Microcreagris californica ingår i släktet Microcreagris och familjen helplåtklokrypare. Inga underarter finns listade i Catalogue of Life.